# Egon Hoegen
Egon Hoegen (* 28. September 1928 in Düsseldorf; † 1. Juni 2018 in Rösrath) war ein deutscher Schauspieler und Sprecher.

## Leben
Hoegen wuchs in Linz am Rhein auf. Er war ein von Gustaf Gründgens ausgebildeter Bühnenschauspieler. Bekannt wurde er vor allem durch die Anmoderation des Internationalen Frühschoppens und als Sprecher von Ausgerechnet Tatsachen und Der 7. Sinn im Ersten Deutschen Fernsehen. Weiterhin sprach er die Off-Stimme in Staplerfahrer Klaus, wobei seine seriös-sonore Stimme hilft, dem ganzen Film einen noch stärker persiflierenden Charakter zu geben. 
Er war auch als Sprecher für die siebenteilige Miniserie Journal 1870/71 (1970) und für die Fernsehsendung Harald Schmidt tätig, sowohl zur Anmoderation als auch als Sprecher von Einspielern. Im türkischen Staatsfernsehen TRT moderierte Hoegen Mitte der 1990er Jahre für den europäischen Kanal TRT INT ein deutschsprachiges Touristikmagazin. Die taz bezeichnete ihn in einem Artikel daraufhin als „den Mann, der aus unerfindlichen Gründen immer lächelt“.
Im Jahr 1973 war er ein Radiosprecher in der WDR-Produktion Smog. Außerdem moderierte er zum Sendestart von 1 Live. Hoegen diente Ende der 1990er Jahre auch den deutschen Fassungen der Need-for-Speed-Teile bis einschließlich Need for Speed: Porsche (fünfter Teil der Serie) als Off-Sprecher, informierte über Fahrzeugdetails und Firmengeschichten, zählte Rennen an („3 … 2 … 1 Los!“) und gab kleine Kommentare ab. Ebenso wurde er durch die Vertonung der Propagandaberichte im Film Starship Troopers bekannt.
Im Jahr 1954 spielte er in Charleys Tante neben Willy und Lucy Millowitsch in einer der frühen Fernsehübertragungen aus dem Millowitsch-Theater in Köln eine größere Rolle. 
Hoegen lebte seit 1976 in Rösrath bei Köln. Als Sprecher war er noch für Radio Andernach, den Truppensender der Bundeswehr, aktiv. Dort sprach er im Stil von Der 7. Sinn Warnhinweise zum Verhalten in der Bundeswehr und auf Einsätzen ein, die sporadisch im Programm eingeblendet werden. Hoegen betonte, sich stets sehr gewissenhaft vorzubereiten. Wegen der ruhigen und bedachten Sprechweise wurde er mit dem Beinamen Der Mann, der sich nie verspricht bedacht.

## Privates
Egon Hoegen war seit 1957 verheiratet und war Vater einer Tochter. Er war Wassersportler und Turmspringer. Hoegen starb im Juni 2018 im Alter von 89 Jahren. Er fand seine letzte Ruhestätte neben seiner Frau Dorothea „Dorka“ (1924–2018) auf dem Waldfriedhof in Bad Homburg vor der Höhe in Hessen.

## Auszeichnungen
- 1987: Bundesverdienstkreuz am Bande[7]
- Goldenes Ehrenkreuz der Verkehrswacht[7]